# شارل الثالث (ملك فرنسا)
شارل الثالث (بالفرنسية: Charles III le Simple)‏ (17 سبتمبر 879 - 7 أكتوبر 929)؛ لُقب بـ متواضع أو البسيط أو المُنصف (من اللاتينية:Carolus Simplex)؛ كان ملك الفرنجة الغربية من 898 حتى 922، وأيضا ملك لوثارينجيا من 911 حتى 19-923، هو أحد أفراد سلالة الكارولنجية.

## النشأة
شارل هو الابن الملك لويس المتأتأة الثالث وزوجته الثانية أديلايد من باريس، مُنع من وصول إلى العرش بعد وفاة أخيه الغير شقيق الملك كارلومان الثاني، فبدلاً من ذلك طلب النبلاء الفرنجة من ابن عمه الإمبراطور شارل البدين تولي العرش، مُنع أيضا من خلافة شارل البدين، الذي خلع من العرش في نوفمبر 887 بسبب قلة شعبيته، وتوفي في يناير 888، النبلاء انتخبوا أودو بطل حصار باريس بين عامي 885 و886 كملك جديد، على الرغم هناك فصائل دعمت غيدو الثالث من سبوليتو، وضع الطفل شارل تحت حماية رانولف الثاني من آكيتاين الذي حاول أن يدعي العرش له، وفي النهاية المطاف استخدم اللقب الملكي بنفسه حتى عقد صنع السلام مع أودو.

## ملك الفرنجة الغربية
في 893 توج شارل من قبل فصيل المعارض لأودو في كاتدرائية ريمس، وأصبح ملك الفرنجة الغربية رسمياً بعد وفاة أودو في 898.
في 911 مجموعة من الفايكنغ بقيادة رولو حاصرت باريس وشارتر، وبعد انتصار بالقرب من شارتر في 26 أغسطس؛ قرر شارل التفاوض مع رولو من خلال معاهدة سان كلير سور إيبت التي أدت إلى إنشاء دوقية نورماندي بمقابل حصل على ولاء الفايكنغ، بحيث تم منحهم جميع الأراضي بين نهر إيبت والبحر، وكذلك دوقية بريتاني التي كانت آنذاك منطقة مستقلة وبحيث حاولت الفرنجة الغربية قهرها ولكن دون جدوى، وأيضا اتفقوا على زواج رولو من ابنة شارل جيزيلا.

## ملك لوثارينجيا
في 911 توفي لودفيغ الطفل أخر ملك كارولنجي لـ الفرنجة الشرقية، وبذلك قام نبلاء لوثارينجيا الذين كانوا الموالين له وبقيادة ريغنار، دوق لورين إعلان شارل كملكهم الجديد، وفي حين انتخبت الفرنجة الشرقية كونراد الأول ملكاً لهم، حاول شارل الحصول على ولاء النبلاء لوثارينجيا لسنوات وذلك من خلال الزواج من امرأة لوثارينجية اسمها فريديرونا، وأيضا في 909 زوج ابنة شقيقته كونيغوندا من النبيل فيغيريك من لوثارينجيا، وأيضا استطاع الدفاع عن لوثارينجيا ضد هجوم كونراد الأول، وفي 925 رجعت لوثارينجيا مرة أُخرى إلى الفرنجة الشرقية.

## ثورة النبلاء
الملكة فريديرونا توفيت في 917 تركت خلفها 6 بنات، بذلك أصبح كرسي الخلافة غير مستقر بعد، في 7 أكتوبر 919 تزوج من إيدجيفو ابنة إدوارد الأكبر، ملك إنجلترا والتي استطعت إنجاب له في المستقبل لويس الرابع ملك فرنسا.
بحلول هذا الوقت أصبح هاغانو (نبيل ذو رتبة صغيرة، وأحد أقرباء زوجته الأولى) مقرب جداً من الملك، وبذلك قاموا الأرستقراطية بانقلاب ضده، بيدو أن شارل قام بمنح المناصب الدخلية وخاصة في الأديرة من امتيازات البارونات إلى هاناغو نفسه، مما أدى إلى نفر النبلاء منه، وفي لوثارينجيا حصلت عداوة مع الدوق الجديد جيلبرت الذي أعلن ولائه للملك المنتخب لـ الفرنجة الشرقية هاينريش صياد الطيور، ومع ذلك شكلت معارضة لشارل في لوثارينجيا لم تكن عامة، ومع ذلك مازال نسيبه فيغيريك مؤيداً له.
استاء النبلاء من سياسات شارل وخاصة التي جاءت لصالح هاغانو، ومن خلال مفاوضات شارل في 920 مع هيرفيوس، رئيس أساقفة ريمس، تم تبرأ من الملك.
في 922 ثأر النبلاء الفرنجة مرة أُخرى بقيادة روبرت من نيوستريا، فـ روبرت كان شقيق الملك الراحل أودو، وبذلك انتخب ملكاً من قبل المتمردين وتوج أيضا في نفس العام، وفي حين فر شارل إلى لوثارينجيا في 22 يوليو 922، وأيضا خسر شارل أكثر مؤيده أخلاصاً هيرفيوس من ريمس، استطاع شارل الرجوع مرة أخرى مع جيش من النورمان في 923 ولكنه انهزم أمام روبرت في معركة بالقرب من سواسون في 15 يونيو، روبرت توفي المعركة، في حين شارل تم القبض عليه وسجنه في قلعة بيرون تحت حراسة الكونت هربرت الثاني من فرماندوا، بعد تنازل ابن روبرت هيو عن العرش تم انتخاب صهره رودولف من بورغندي ليخلفه كـ ملك.
توفي شارل في السجن في 7 أكتوبر 929 ودفن في دير سان فورسي، في النهاية المطاف ابنه الوحيد لويس أصبح ملكاً في 936 بعد وفاة الملك رودولف، في أعقاب هزيمة شارل هربت الملكة إيدجيفو مع أبنائها إلى إنجلترا.